# Subportadora

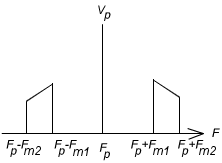
Espectro de frecuencia de la emisión de radio-AM

Una subportadora es una señal separada,  analógica o  digital, contenida en una  Transmisión de radio principal, que lleva información adicional, como voz o datos. Más técnicamente, es una  señal ya  modulada, que se modula a continuación, en otra señal de frecuencia y  anchura de banda más altas.
Es decir, si una  señal destinada a  modular una portadora contiene en sí otras señales a su vez ya moduladas, se considera que dicha portadora contiene sub-portadoras. El uso de sub-portadoras permite multiplexar varias señales dentro del mismo canal de datos, un método primitivo y sencillo de multiplexación.

## Aplicaciones prácticas de sub-portadoras
- TV Color

Permite la integración simultánea de la señal de color (Crominancia) en la señal original de transmisión en blanco y negro, lo que permite la compatibilidad entre un sistema de TV en blanco y negro con la emisión de TV en color. La sub-portadora es de 4,43 MHz en PAL, de 3,58 MHz en NTSC, y hay dos sub-portadoras en SECAM, una de 4,40 MHz y otra de 4,25 MHz.
- Emisiones de  Radio en FM  Estereo

Mientras que la señal principal contiene el mensaje de sonido mono,  información estéreo (la diferencia CI - CD) se transmite por separado en una sub-portadora de 38 kHz. Se añadió una señal piloto de 19kHz para indicar la presencia de la música y permitir la decodificación del desplazamiento de fase de la sub-portadora sin riesgo (lo que tendría el efecto de invertir o cancelar el efecto estéreo).
- Televisión

El sonido analógico clásico o el sonido NICAM digital, se modula en una sub-portadora antes de ser insertado en la señal de vídeo, que actúa como señal principal. Las frecuencias de las sub-portadoras varían entre 4 MHz y 6,5 MHz.
- Encriptación del Sonido

Se utilizó para usos militares, pero cayó en desuso con los medios digitales actuales. El cifrado de sonido en la modulación de una sub-portadora se utilizó para el sonido de la televisión de pago analógica de Canal +. En este último caso, la frecuencia de la sub-portadora era de 12,8  kHz, lo que limitaba el ancho de banda de la señal en el mismo orden de magnitud. El sonido de Canal + se mezclaba entonces con la portadora de imagen mediante la sub-portadora estándar de audio como en el resto de canales de televisión.